# David Acord

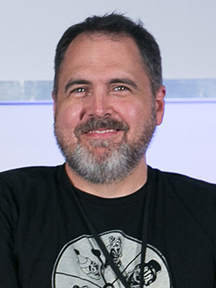
David Acord

David Acord ist ein Tontechniker und Synchronsprecher.

## Leben
Acord begann seine Karriere Ende der 1990er Jahre. Nach einigen Spielfilmen, Fernsehfilmen und Fernsehserien erhielt er Anfang der 2000er Jahre eine Anstellung bei Skywalker Sound. Dort arbeitete er an zahlreichen Projekten aus dem Star-Wars-Franchise, darunter die Spielfilme Star Wars: Episode II – Angriff der Klonkrieger, Star Wars: Episode III – Die Rache der Sith und Star Wars: Das Erwachen der Macht, der Animationsfilm Star Wars: The Clone Wars, sowie die darauf basierende gleichnamige Fernsehserie. Für die Serie war er zwischen 2014 und 2015 fünf Mal für den Daytime Emmy nominiert, konnte den Preis jedoch nicht gewinnen. Neben seiner Arbeit als Tontechniker steuert Acord bei Star Wars auch gelegentlich Stimmen bei; so sprach er unter anderem den Druiden GH-7 Medical Droid in Star Wars: Episode III – Die Rache der Sith, verschiedene Rollen in Star Wars: The Clone Wars sowie den Druiden Imperial Infiltrator Droid EXD-9 in Star Wars Rebels.
2016 war er für Star Wars: Das Erwachen der Macht gemeinsam mit Matthew Wood für den Oscar in der Kategorie Bester Tonschnitt nominiert. Für den Film war er zudem für den BAFTA Film Award in der Kategorie Bester Ton nominiert. Er ging jedoch bei beiden Verleihungen leer aus.
2018 wurde er in die Academy of Motion Picture Arts and Sciences berufen, die jährlich die Oscars vergibt.

## Filmografie (Auswahl)

### Fernsehen
- 2000–2001: Nash Bridges
- 2008–2015: Star Wars: The Clone Wars
- 2014–2017: Star Wars Rebels
- seit 2019: The Mandalorian

### Film
- 1998: Eisige Stille (Hush)
- 1999: Sleepy Hollow
- 2000: Unbreakable – Unzerbrechlich (Unbreakable)
- 2002: Star Wars: Episode II – Angriff der Klonkrieger (Star Wars: Episode II – Attack of the Clones)
- 2004: Die Unglaublichen – The Incredibles (The Incredibles)
- 2005: Star Wars: Episode III – Die Rache der Sith (Star Wars: Episode III – Revenge of the Sith)
- 2008: Star Wars: The Clone Wars
- 2013: Star Trek Into Darkness
- 2013: Thor – The Dark Kingdom (Thor – The Dark World)
- 2014: Guardians of the Galaxy
- 2014: The Return of the First Avenger (Captain America: The Winter Soldier)
- 2015: Star Wars: Das Erwachen der Macht (Star Wars: The Force Awakens)
- 2015: Avengers: Age of Ultron
- 2016: Rogue One: A Star Wars Story
- 2017: Guardians of the Galaxy Vol. 2
- 2017: Der seidene Faden (Phantom Thread)
- 2018: Solo: A Star Wars Story
- 2018: Next Gen – Das Mädchen und ihr Roboter (Next Gen)
- 2018: Der Grinch (The Grinch)
- 2019: Captain Marvel
- 2019: Pets 2 (The Secret Life of Pets 2)
- 2019: Star Wars: Der Aufstieg Skywalkers (Star Wars: The Rise of Skywalker)

## Auszeichnungen (Auswahl)
- 2016: Oscar-Nominierung in der Kategorie Bester Tonschnitt für Star Wars: Das Erwachen der Macht
- 2016: BAFTA-Film-Award-Nominierung in der Kategorie Bester Ton für Star Wars: Das Erwachen der Macht
- 2020: Oscar-Nominierung in der Kategorie Bester Tonschnitt für Star Wars: Der Aufstieg Skywalkers
- 2020: BAFTA-Film-Award-Nominierung in der Kategorie Bester Ton für Star Wars: Der Aufstieg Skywalkers